# Yangom
Yangom est un village du département du Nkam au Cameroun. Situé dans l'arrondissement de Yabassi, il est localisé sur la route piétonne qui relie Ndogjamen à Ndokbou. 

## Population et environnement
En 1967, le village de Yangom avait 64 habitants, essentiellement des Bassa. 